# Agguato sul mare
Agguato sul mare è un film del 1955 diretto da Pino Mercanti.

## Trama
Glauco è un povero pescatore siciliano, costretto a lavorare per un'operazione di contrabbando. Separato da sua moglie Scilla, per molti anni, alla fine ritorna a casa.